# Ból w klatce piersiowej
Ból w klatce piersiowej – subiektywnie przykre i negatywne wrażenie zmysłowe i emocjonalne, powstające pod wpływem bodźców uszkadzających tkankę (tzw. nocyceptywnych) lub zagrażających ich uszkodzeniem zlokalizowane w obszarze klatki piersiowej.
Źródłem bólu mogą być wszystkie struktury klatki piersiowej, z wyjątkiem miąższu płucnego.

## Najczęstsze lokalizacje źródła bólu
Ból w klatce piersiowej 
- serce – dławica piersiowa, zawał serca, zapalenie osierdzia
- aorta – rozwarstwienie aorty
- opłucna – zapalenie płuc, zawał płuca, odma opłucnowa
- tchawica, oskrzela
- ściana klatki piersiowej – nerwobóle, ból kostno-mięśniowy, choroby gruczołów sutkowych, choroby skóry
- narządy jamy brzusznej – refluks żołądkowo-przełykowy, choroba wrzodowa, kamica żółciowa, zapalenie trzustki

## Ból dławicowy
Ból dławicowy (angina pectoris) – ból związany z niedokrwieniem serca, wynikający z dysproporcji pomiędzy zapotrzebowaniem, a podażą tlenu do mięśnia sercowego.
Ból jest następstwem:
1. zwężenia światła tętnicy wieńcowej,
2. zmniejszonej podaży tlenu,
3. zwiększonego zapotrzebowania mięśnia sercowego w tlen.

### Charakter bólu
Ból odczuwany jako uczucie ściskania, gniecenia, dławienia lub pieczenia w klatce piersiowej. Występuje zwłaszcza w czasie wysiłku fizycznego lub silnego stresu psychicznego. Ból ten nie zależy od oddychania, czy pozycji ciała

### Umiejscowienie bólu wieńcowego
- ból rozlany, trudny do zlokalizowania,
- najczęściej umiejscowiony zamostkowo,
- typowo promieniuje jednostronnie (częściej lewostronnie) do szyi, barku, ramienia, nadbrzusza,
- chory wskazuje miejsce bólu zaciśniętą pięścią (objaw Levine’a).

### Charakterystyka bólu wieńcowego
Ból trwa zazwyczaj od 2 do 10 minut. W trwających dłużej należy podejrzewać zawał mięśnia sercowego lub dławicę niestabilną.

## Ból zawałowy
Ból trwający ponad 30 minut, zwykle do większym natężeniu niż w dławicy stabilnej, nie ustępuje po zaprzestaniu wysiłku lub przyjęciu nitrogliceryny podjęzykowo. Lokalizacja jak w bólu dławicowym.
Często towarzyszące objawy:
- duszność,
- poty,
- osłabienie,
- nudności,
- wymioty,
- lęk.

## Ból w zapaleniu osierdzia
Blaszka ścienna i trzewna osierdzia są niewrażliwe na ból, z wyjątkiem dolnej części unerwionej nerwem przeponowym. Jedynie proces zapalny obejmujący część unerwioną może być przyczyną bólu w klatce piersiowej.

### Charakter bólu
- ostry,
- kłujący,
- o charakterze opłucnowym.

### Umiejscowienie
- początkowo okolica przedsercowa po lewej stronie klatki,
- rzadziej za mostkiem,
- może promieniować do szyi, lewego ramienia, barku, miejsca przyczepu mięśnia czworobocznego.

### Charakterystyka
Cechuje go zmienne natężenie i trwanie wiele godzin lub dni.
Ból mogą poprzedzać objawy grypopodobne:
- stan podgorączkowy,
- ból mięśni i stawów,
- uczucie ogólnego rozbicia.

## Choroby serca i naczyń krwionośnych związanych z bólem w klatce piersiowej
- choroba niedokrwienna serca,
- zawał mięśnia sercowego,
- zapalenie osierdzia,
- zator tętnicy płucnej,
- tętniak aorty,
- kardiomiopatia,
- nadciśnienie płucne,
- zespół Barlowa,
- zaburzenia rytmu serca.

## Choroby niezwiązane z układem sercowo-naczyniowym
- zespół lękowy,
- zaburzenia depresyjne, stwierdzono, że zaburzenia depresyjne są związane z nawracającym bólem w klatce piersiowej niezależnie od niedokrwienia mięśnia sercowego[1].
- zaburzenia nerwicowe,
- przepuklina rozworu przełykowego przepony,
- skurcz przełyku lub zapalenie przełyku,
- nieżyt żołądkowo-jelitowy,
- choroba wrzodowa żołądka lub dwunastnicy,
- ostre zapalenie pęcherzyka żółciowego,
- ostre zapalenie trzustki,
- rak trzustki,
- suche zapalenie opłucnej,
- odma opłucnowa,
- uraz lub stany zapalne ściany klatki piersiowej (np. zespół Tietzego),
- półpasiec zlokalizowany w obrębie nerwów międzyżebrowych.

## Różnice między bólem wieńcowym a zawałowym

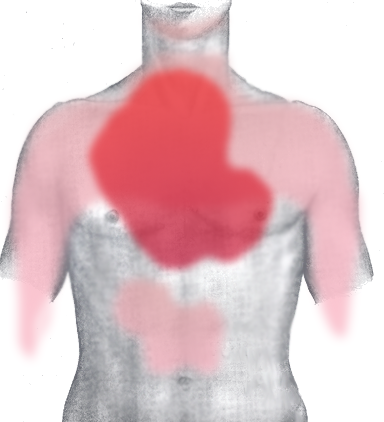
Występowanie bólu dławicowego:
kolor czerwony – częsta lokalizacja
kolor różowy – rzadsza lokalizacja lub kierunek promieniowania bólu

Ból w klatce piersiowej – objaw wielu chorób, zwłaszcza układu krążenia, ale może również nie pochodzić od elementów układu krążenia.
| Cecha           | Ból wieńcowy                                                                                     | Ból zawałowy                                                                                     |
| --------------- | ------------------------------------------------------------------------------------------------ | ------------------------------------------------------------------------------------------------ |
| Charakter:      | gniotący/piekący ból zamostkowy, penetrujący do lewej ręki, przestrzeni międzyłopatkowej, żuchwy | gniotący/piekący ból zamostkowy, penetrujący do lewej ręki, przestrzeni międzyłopatkowej, żuchwy |
| Czas trwania:   | 5–17 min.                                                                                        | >30 min.                                                                                         |
| Wpływ nitratów: | Ustaje po nitratach                                                                              | Nie ustaje po nitratach                                                                          |
| Wpływ wysiłku:  | występuje dopiero po wysiłku                                                                     | występuje nawet podczas spoczynku                                                                |

## Klasyfikacja ICD10
| kod ICD10     | nazwa choroby                              |
| ------------- | ------------------------------------------ |
| ICD-10: R07   | Ból w klatce piersiowej                    |
| ICD-10: R07.1 | Ból w klatce piersiowej podczas oddychania |
| ICD-10: R07.2 | Ból w okolicy przedsercowej                |
| ICD-10: R07.3 | Inne bóle w klatce piersiowej              |
| ICD-10: R07.4 | Ból w klatce piersiowej, nieokreślony      |